# Вашингтон Каслс
Вашингтон Каслс (англ. Washington Kastles) — профессиональная теннисная команда, выступающая с 2008 года в летней профессиональной международной лиге World TeamTennis. Пятикратный чемпион лиги (2009, 2011-14), обладатель рекорда лиги по проценту побед в сезоне (100 % — 16 из 16), сорекордсмен лиги по числу последовательных финалов и титулов (по 4, с «Сакраменто Кэпиталз»). Домашний стадион — Центр им. Чарльза Смита в Университете Джорджа Вашингтона.

## История
Команда основана в 2008 году и представляет в лиге World TeamTennis город Вашингтон. Домашний стадион — Kastles Stadium at The Wharf в Вашингтоне. Максимальная вместимость — 2600 мест.
За шесть лет выступлений в лиге «Вашингтон Каслс» четырежды становились её чемпионами. В 2009 году в финальном матче против «Спрингфилд Лейзерс», проходившем в Вашингтоне, команда отыграла в решающем сете (который проводила Ольга Пучкова против Вани Кинг) три матч-бола и завоевала чемпионский титул. В 2011 году «Каслс» стали первой командой в истории лиги, выигравшей все свои матчи в сезоне (16 из 16 возможных). В финале в овертайме они во второй раз за сезон победили «Сент-Луис Эйсез» (решающее очко команде принёс Бобби Рейнольдс). Следующий сезон они также провели без поражений, второй раз подряд завоевав чемпионский титул.
9 июля, выиграв свой второй матч в сезоне 2013 года, команда установила новый рекорд для всех профессиональных лиг США по продолжительности победных серий. Одержав 34 победы подряд в регулярном сезоне, «Каслс» превзошли рекорд «Лос-Анджелес Лейкерс», установленный в сезоне 1971—1972 годов в НБА (ещё одним претендентом на самую длинную серию побед является клуб Профессиональной лиги футбола в помещениях (PASL) «Сан-Диего Соккерс», выигравший в своей лиге 48 матчей подряд). Но уже в следующей игре победную серию прервала команда «Тексас Уайлд» — новичок лиги, победив «Каслс» на своём корте. Несмотря на два поражения в сезоне (от «Тексас Уайлд» и затем на своём корте от «Спрингфилд Лейзерс»), «Каслс» завоевали в нём третий чемпионский титул подряд, переиграв «Лейзерс» в финале на своём корте. Через год они снова встретились в финале с «Лейзерс», теперь в Спрингфилде; для «Вашингтона» это был четвёртый подряд финал лиги, что было повторением рекорда, установленного «Сакраменто Кэпиталз», а одержав четвёртую подряд победу в финале, они сравнялись с рекордом «Кэпиталз» и по этому показателю.
Среди игроков, выступавших за «Вашингтон Каслс» — Серена Уильямс (все сезоны до 2012 года), Скотт Удсема (2008—2009, MVP финала 2009 года), Леандер Паес (с 2009 года, MVP лиги среди мужчин в 2009 и 2011 годах), Ренне Стаббс (2009—2011), Винус Уильямс (2010—2012 и 2014, MVP финала лиги 2012 года), Бобби Рейнольдс (с 2010, «новичок года» 2010, MVP сезона 2012 года и MVP финала 2013 года), Виктория Азаренко (2010), Арина Родионова (с 2011, «новичок года» и MVP финала в 2011 году) и Мартина Хингис (MVP сезона 2013 года и финала 2014 года). Тренер «Каслс» Мерфи Дженсен трижды подряд (в 2011, 2012 и 2013 годах) был признан лучшим тренером года в WTT.

### История участия в финалах лиги
| Результат | Год  | Место проведения       | Соперник в финале   | Счёт  |
| --------- | ---- | ---------------------- | ------------------- | ----- |
| Победа    | 2009 | Вашингтон              | Спрингфилд Лейзерс  | 23-20 |
| Победа    | 2011 | Чарльстон, Ю. Каролина | Сент-Луис Эйсез     | 23-19 |
| Победа    | 2012 | Чарльстон              | Сакраменто Кэпиталз | 20-19 |
| Победа    | 2013 | Вашингтон              | Спрингфилд Лейзерс  | 25-12 |
| Победа    | 2014 | Спрингфилд, Миссури    | Спрингфилд Лейзерс  | 25-13 |

## Текущий состав (2018)
- Боб Брайан
- Майк Брайан
- Мэдисон Бренгл
- Роберт Линдстедт
- Николь Мелихар
- Наоми Осака
- Теннис Сандгрен
- Фрэнсис Тиафо
- Винус Уильямс

Запасные
- Кристина Макхейл
- Мэттью Эбден

Администрация
- Тренер — Мерфи Дженсен
- Владелец — Марк Эйн